# Henryk Jachciński
Henryk Kazimierz Jachciński vel Henryk Jarek vel Stanisław Kamiński pseud.: Kret, Tyka (ur. 29 listopada 1917 w Nowym Jorku, zm. 23 grudnia 1976 tamże) – porucznik piechoty Wojska Polskiego, Polskich Sił Zbrojnych i Armii Krajowej, cichociemny. Znajomość języków: angielski, niemiecki.  Zwykły Znak Spadochronowy nr 0078, Bojowy Znak Spadochronowy nr 1588.

## Życiorys
W 1921 roku powrócił z rodzicami do Polski, uczył się w  szkole powszechnej w Zakliczynie nad Dunajcem. Po ukończeniu III Państwowego Gimnazjum im. Adama Mickiewicza w Tarnowie, 4 czerwca 1935 zdał tam egzamin dojrzałości. Od 21 września 1936 uczestnik dywizyjnego kursu Szkoły Podchorążych Rezerwy Piechoty przy 20 Pułku Piechoty Ziemi Krakowskiej. W październiku 1937 podjął studia na Wydziale Prawa i Administracji Uniwersytetu Jagiellońskiego.
We wrześniu 1939 walczył jako zastępca dowódcy plutonu 12 Pułku Piechoty Ośrodka Zapasowego 6 Dywizji Piechoty. 21 września przekroczył granicę polsko-węgierską. Był internowany na Węgrzech. W marcu 1940 dotarł do Marsylii (Francja), wstąpił do Polskich Sił Zbrojnych. Od 10 kwietnia 1940 uczestnik kursu dla aspirantów w Camp de Coëtquidan. Od 25 maja przydzielony jako zastępca dowódcy plutonu 8 Pułku Piechoty 3 Dywizji Piechoty. Po upadku Francji, od 20 czerwca 1940 w Wielkiej Brytanii, przydzielony jako dowódca drużyny 9 kompanii 2 Batalionu Strzelców 1 Samodzielnej Brygady Strzelców.
Zgłosił się do służby w kraju. Przeszkolony ze specjalnością w dywersji, na kursach specjalnych dla kandydatów na cichociemnych, m.in. prowadzenia pojazdów, dywersyjno – strzeleckim (STS 25, Inverlochy), podstaw wywiadu (STS 31, Bealieu), spadochronowym, walki konspiracyjnej, odprawowym (STS 43, Audley End), i in.  24 sierpnia 1942 zaprzysiężony na rotę ZWZ/AK, awansowany na stopień  podporucznika ze starszeństwem od 20 lutego 1943.  
Skoczył ze spadochronem do okupowanej Polski w nocy 20/21 lutego 1943 w sezonie operacyjnym „Intonacja”, w operacji lotniczej „Rivet” na placówkę odbiorczą „Okoń”, w okolicach miejscowości Okoń, Nakło, 11 km od Koniecpola. Razem z nim skoczyli: por. Marian Garczyński ps. Skała, ppor. Lech Rydzewski ps. Grom, por. Kazimierz Rzepka ps. Ognik. 
Po skoku i aklimatyzacji do realiów okupacyjnych przydzielony do Kedywu Obszaru Zachodniego AK. Od maja 1943 w zespole dywersyjnym „San”. Uczestniczył w wielu akcjach dywersyjnych tego zespołu; w jednej z nich w nocy 8/9 marca 1944 roku przecięto tory pod pociągiem towarowym koło Błonia.
W Powstaniu Warszawskim walczył jako dowódca 3 plutonu ckm-ów w kompanii por. Andrzeja Chyczewskiego ps. Gustaw: do 9 sierpnia na Ochocie, a od 19 sierpnia w składzie Batalionu „Ryś” na Mokotowie. Po upadku Mokotowa od 27 września 1944 w niewoli niemieckiej, m.in. w stalagu XI A Altengrabow, później a Arbeitscommando w Burgu k/ Magdeburga. 3 maja 1945 uciekł, od 4 maja 1945 osadzony w sektorze amerykańskim, w obozie cywilnym w Hillersleben. 17 czerwca 1945  dotarł do 1 Dywizji Pancernej gen. Maczka stacjonującej w Meppen.
Od 4 sierpnia 1945 w Wielkiej Brytanii, przydzielony do Centrum Wyszkolenia Piechoty, od 5 listopada 1945  jako referent WF oraz zastępca dowódcy kompanii zapasowej w Centrum Wyszkolenia Służb w Kirkaldy. Awansowany na stopień porucznika ze starszeństwem od 1 stycznia 1945.  Po demobilizacji w 1948 wyemigrował do Stanów Zjednoczonych, gdzie przebywał do końca życia. Tam ukończył studia politechniczne i pracował w „Penwalt Company” jako doradca.

## Odznaczenia
- Krzyż Walecznych – czterokrotnie.

## Życie rodzinne
Był synem Michała, rolnika, i Rozalii z domu Grzegorczyk. Był żonaty, miał syna Krzysztofa.